# サイネグ・エルダル
サイネグ・エルダルは、ナルト叙事詩の登場人物。サイネグ・エルダーとも。武器の神サファが造った神の剣を持つ豪腕の剣士で、ナルトたちの要請を受けて、バトラズの父ヘミュツの殺害を実行した。しかしサイネグ・エルダルは神剣を見たいというバトラズがヘミュツの息子であることに気づかないまま剣を手渡してしまい、その場で殺された。その後バトラズは神剣を自分の物とした。